# Goldschmidt-ház
A Goldschmidt-ház (más megjelöléssel Goldschmidt-palota) Magyar Ede első szegedi munkája, amelyet 1905-ben adtak át. A mai Bartók téren álló épület eredetileg szecessziós stílusban épült. A Goldschmit-ház eredetileg kétszintes épület volt, emeletén polgári lakások, földszintjén az utcára nyíló üzlethelyiségek voltak. Az épület előtti téren (korabeli nevén Valéria-tér) a szegedi paprikapiac működött.
A házban az 1950-es évek lakáshiánya idején a nagy méretű polgári lakásokból kisebbeket alakítottak ki. A hatékonyabb területfelhasználás miatt az épületre újabb emeletet húztak, ezért eltávolították a tetőzet apró kiszögelléseit és tornyait. Szintén eltávolították a homlokzat és az erkélyek díszítőelemeit. Az így létrejött jellegétől megfosztott városi épület már nem emlékeztet a szecesszió egyik legjelentősebb szegedi alkotására. Az épület főbejárata mögött azonban sértetlenül megőrződött az eredeti állapot. A kapualjban indákkal és napkoronggal díszített nőalakok láthatóak, akik a korszak híres táncosnőit (Loïe Fuller, Yvette Guilbert) idézik meg.